# Chiesa articolare

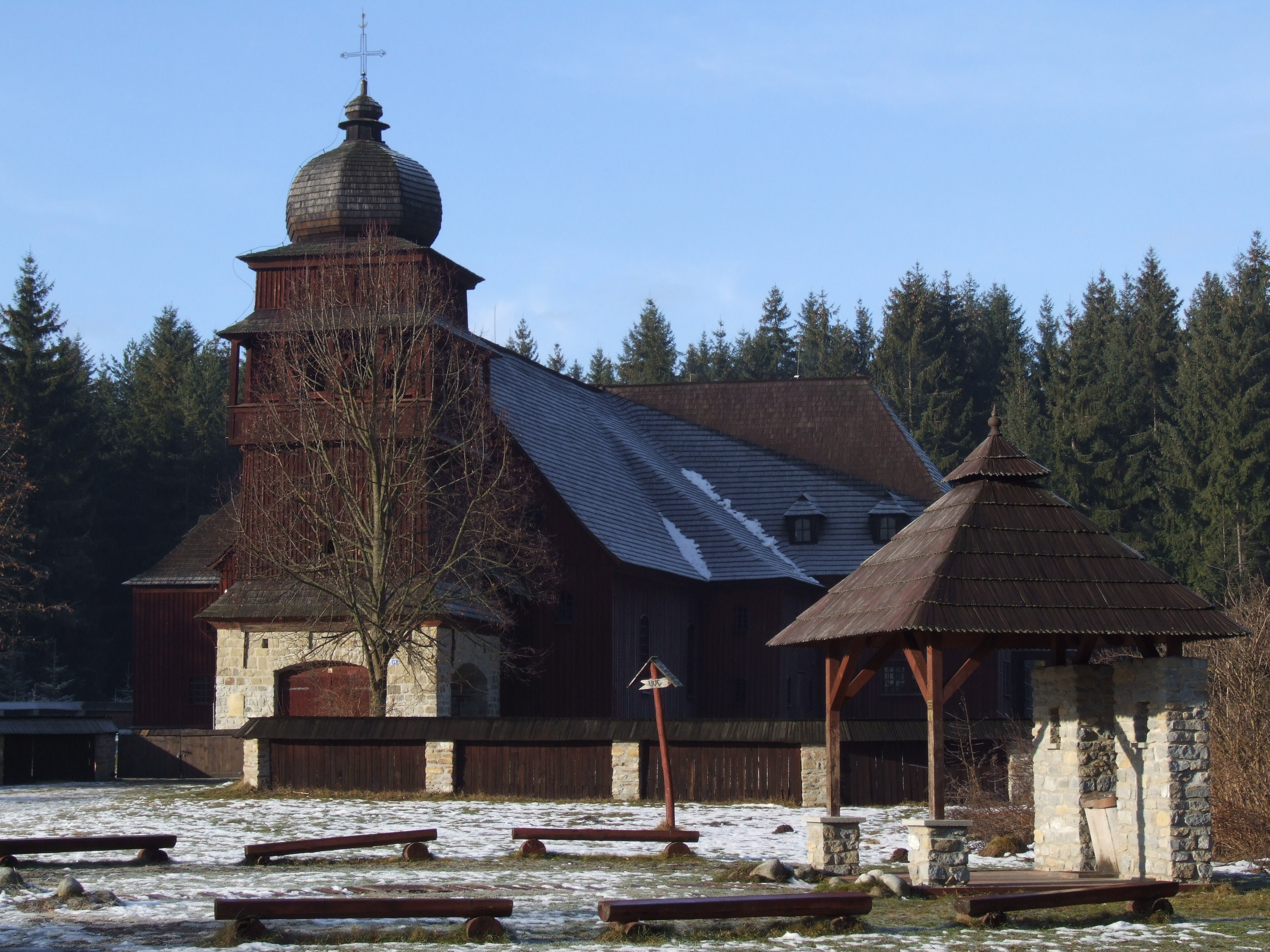
La chiesa articolare di Svätý Kríž.

Una chiesa articolare (in slovacco: Artikulárny kostol) è una chiesa protestante, la cui costruzione fu autorizzata sulla base degli "articoli" approvati nel 1681 dalla Dieta di Sopron, che permisero la costruzione di edifici di culto protestanti in determinate città del Regno d'Ungheria. 

## Storia
La Riforma protestante in Slovacchia si propagò soprattutto negli anni fra il 1521 e il 1523, quando i cattolici Asburgo regnavano sull'Ungheria.
Quando i protestanti chiesero la libertà religiosa, l'imperatore Rodolfo II, a differenza di suo padre Massimiliano I, che era più accomodante, rifiutò categoricamente: poiché negli altri paesi i luterani non godevano della libertà religiosa, non voleva concedere questo diritto in Ungheria. La Controriforma si impegnò nella confisca delle chiese, che riguardò 888 edifici, e nell'espulsione di predicatori e insegnanti protestanti. 
Il malcontento suscitato dall'oppressione religiosa e dalla crisi economica portò all'insurrezione di Imre Thököly di Kežmarok, che era soprannominato il "Re dell'Alta Ungheria". Il successo della rivolta costrinse Leopoldo I a convocare a Sopron una dieta. I vescovi cattolici furono irremovibili e i negoziati sulla libertà religiosa fallirono.

### Gli articoli
L'8 ottobre 1681 l'imperatore emise un risoluzione, per cui i luterani poterono costruire il loro edificio di culto a Presburgo, l'odierna Bratislava. Ma erano insoddisfatti sia i cattolici sia i luterani, cosicché il monarca emise una nuova risoluzione che permetteva ai luterani di costruire due nuovi edifici di culto in ciascun comitato, purché sottostessero ai seguenti vincoli stabiliti dall'art. 25:
- dovevano essere costruiti alla periferia del paese, fuori dalle mura cittadine;
- dovevano essere costruiti nel corso di un anno;
- dovevano essere costruiti interamente in legno, senza l'ausilio di elementi metallici;
- le fondazioni di pietra potevano arrivare al massimo a un piede da terra;
- non potevano avere torri;
- l'ingresso non poteva dare direttamente sulla strada.

In forza dell'art. 26 ai protestanti dovevano essere restituite le chiese costruite prima della persecuzione, a meno che nel frattempo non avessero ricevuto una consacrazione cattolica.
In base a questi articoli furono costruite 38 chiese articolari.

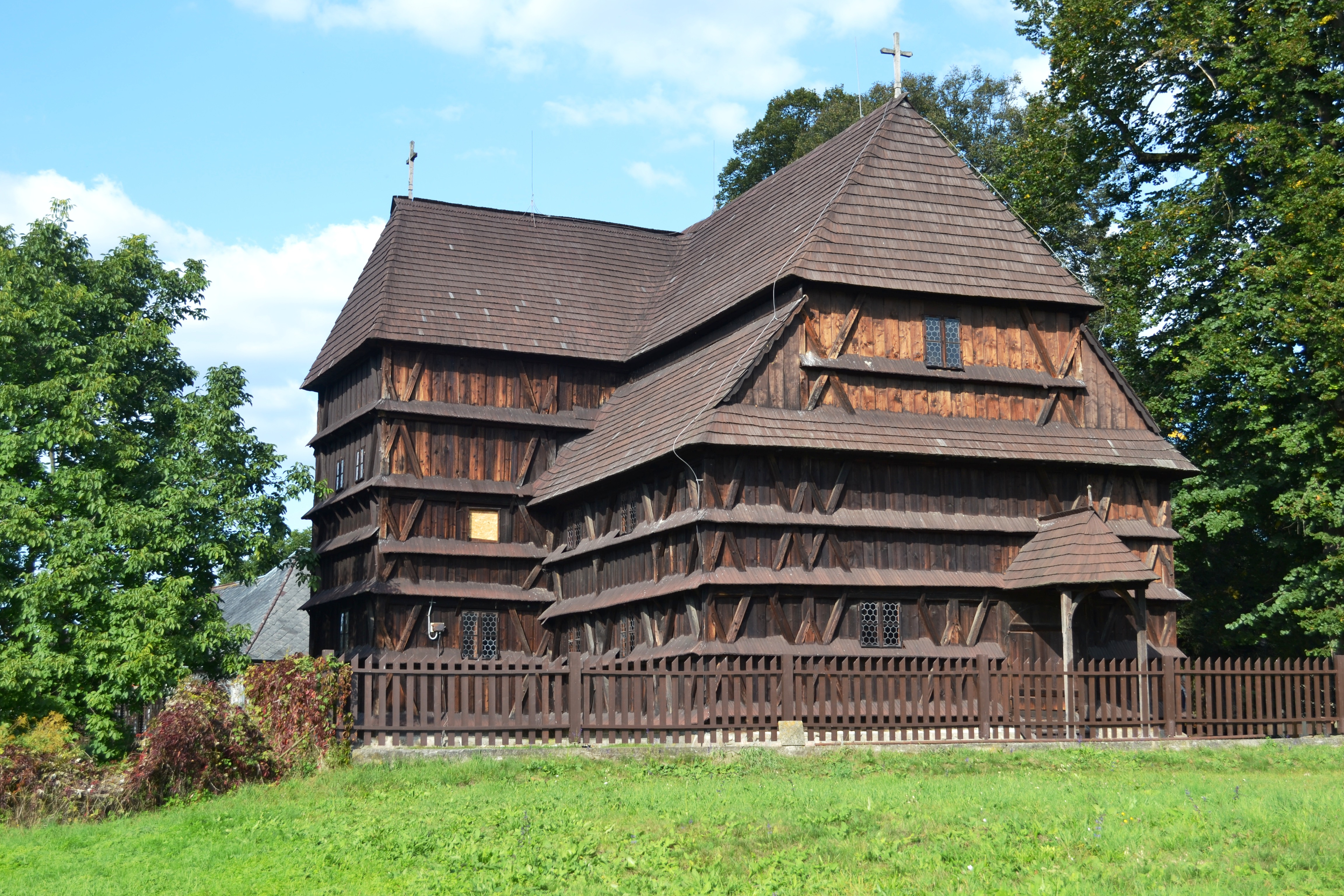
La chiesa articolare di Hronsek.

Circa un secolo più tardi, quando Giuseppe II emise le "patenti di tolleranza", ai protestanti fu concesso di costruire chiese in muratura, ma sempre fuori città, senza torri e senza campane.
Altre chiese analoghe sono le cosiddette "chiese della pace" in Slesia. Si conservano 5 chiese articolari in legno in Slovacchia: Svätý Kríž  (originariamente a Paludza), Leštiny, Istebné, Hronsek e a Kežmarok (chiesa della Santissima Trinità).
Le chiese articolari di Kežmarok, Hronsek e Leštiny il 7 luglio 2008 sono divenute patrimonio dell'umanità, insieme con altre 5 chiese: si tratta delle chiese in legno dei Carpazi.